# Beweissicherung

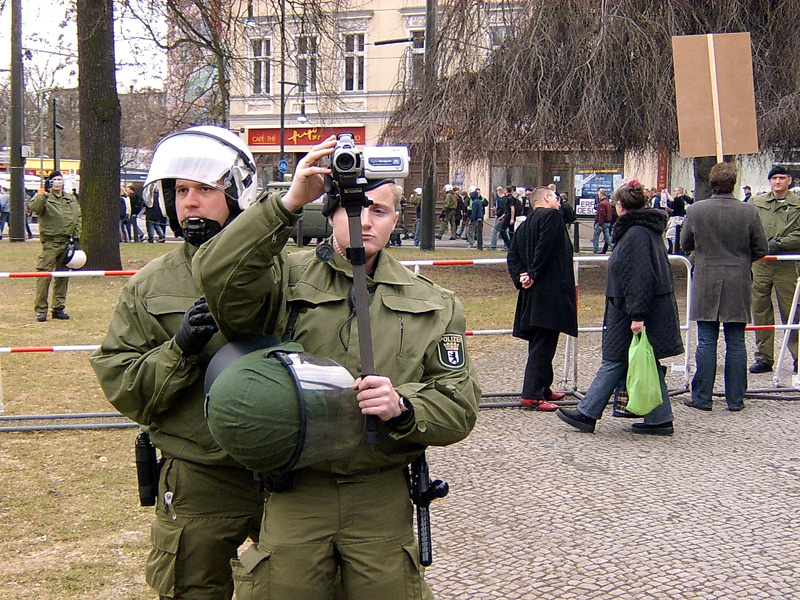
Beweissicherungsbeamter der Berliner Polizei bei der Videografie

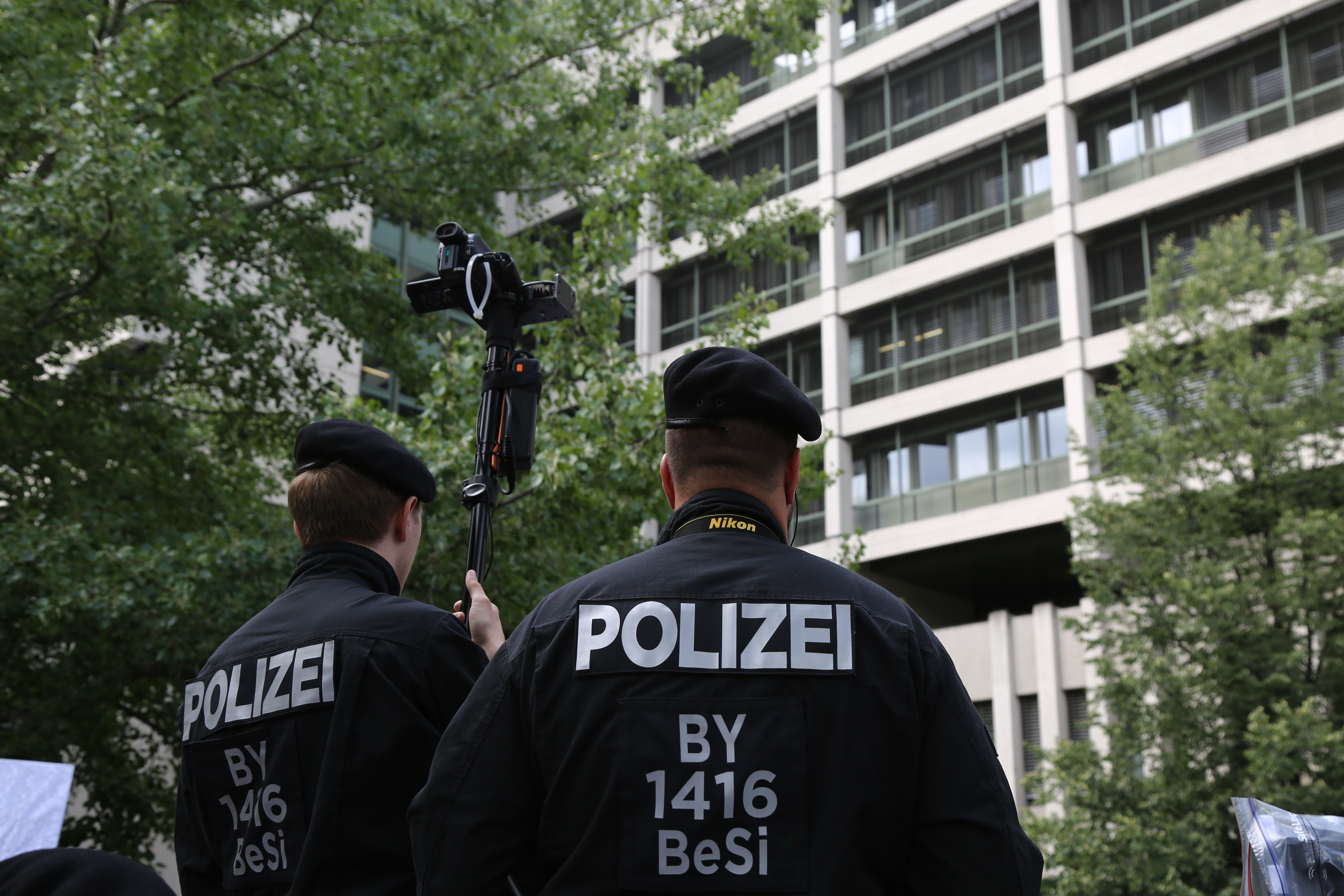
Beweissicherungseinheit der Bayerischen Polizei

Die Beweissicherung ist im Strafprozess sowie im Bußgeldverfahren die Sicherung von Beweismitteln sächlicher und personeller Art im Ermittlungsverfahren. Dies ist Aufgabe der Strafverfolgungsbehörden, nämlich Aufgabe der Polizei und der Staatsanwaltschaft. Die Beweissicherung hat die Sicherung des Verfahrens zum Ziel und soll eine schlüssige Beweiskette für das Gericht bieten.

## Ziel
Die Beweissicherung dient der schlüssigen, detaillierten und sicheren Beweisführung von Tat und Täterschaft im Verfahren vor der Ordentlichen Gerichtsbarkeit. Jedes Geständnis zu einer Tat kann widerrufen werden, daher wird jede Spur an einem Tatort, an einem relevanten Gegenstand an einem Zeugen und an einem Beschuldigten gesichert.

## Aus- und Durchführung
Mit der Sicherung ist die Aufnahme von Personen- und Sachbeweisen gemeint. Dies wird durch Maßnahmen, vor allem im Ersten Angriff, erreicht. Rechtsgrundlage in Deutschland ist ausschließlich die StPO. Einige der Maßnahmen können nur durch Ermittlungspersonen der Staatsanwaltschaft angeordnet werden.
Einige polizeiliche Verbände, vor allem die geschlossenen Einheiten der Polizei, verfügen über Beweis- und Dokumentationstrupps (BeDo), Beweissicherungstrupps (BeSi) oder Beweissicherungs- und Festnahmeeinheiten (BFE). Diese werden jedoch in der Regel nur bei großen Lagen sowie bei manchen Einsätzen der Spezialeinheiten tätig.
Die Beweissicherung muss objektiv erfolgen, das heißt, es müssen sowohl belastende als auch entlastende Beweise im Ermittlungsverfahren gesammelt werden. Die Ergebnisse der Beweissicherung werden stets fallweise dokumentiert und der Justiz zur Entscheidung vorgelegt.

### Sicherung von Personenbeweisen
Zur Sicherung von Personenbeweisen gehören vor allem die Vernehmung und die erkennungsdienstliche Behandlung, ggfs. nach einer Festnahme tatverdächtiger Personen.
Auch die Feststellung von Zeugen gehört zur Beweissicherung, vielmehr deren Vernehmung (Zeugenvernehmung), sowie um die Erhebung von Personalien möglicher Auskunftspersonen.

### Sicherung von Sachbeweisen

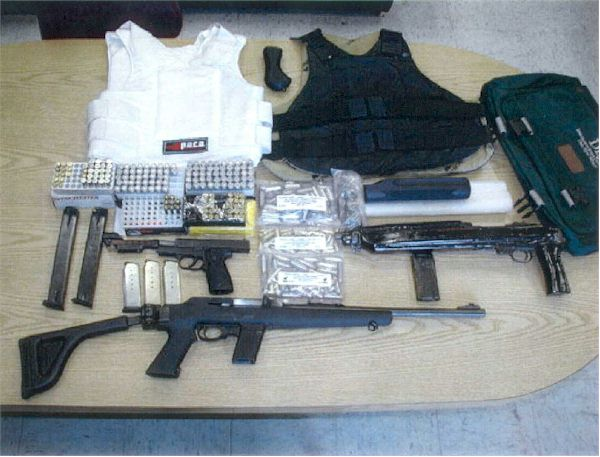
Beschlagnahmte illegale Waffen

Sachen werden vor allem sichergestellt, zur Sicherung von Sachbeweisen – unter anderem durch eine Spurensicherung bzw. Sichtung – zählen unter anderem Schriftstücke, Fotografien, Videographien und Gegenstände aller Art (z. B. Hautpartikel, Haare); dabei können diese auch Spurenträger sein.

### Ermächtigungsgrundlage
Die polizeiliche Beweissicherung wird im repressiven (strafverfolgenden) Bereich durch die Strafprozessordnung (StPO) legitimiert. Mit Einverständnis des Beschuldigten wird der betreffende Gegenstand sichergestellt, ansonsten beschlagnahmt. Die Polizeigesetze der Länder regeln die Sicherstellung oder Beschlagnahme von Gegenständen von Betroffenen im präventiven (gefahrenabwehrenden) Bereich. Das Videografieren im Verlauf einer Demonstration, welches einen Eingriff in das Recht auf informationelle Selbstbestimmung (RIS) des/der Betroffenen darstellt, findet seine Rechtsgrundlage in dem Versammlungsgesetz des Bundes (§ 12a und § 19a), oder, soweit die Länder eigene Versammlungsgesetze erlassen haben, in den dortigen Regelungen. Werden auf diesen Aufnahmen strafrechtliche Verstöße festgehalten, fallen diese Auswertungen unter die Beweissicherung nach der StPO.